# Kemény Imre (fogorvos)
Kemény Imre, 1915-ig Kohn (Budapest, 1891. szeptember 13. – Budapest, 1974. január 29.) fogorvos, címzetes egyetemi tanár, az orvostudományok doktora (1961), Kossuth-díjas (1950), az MTA tagja.

## Élete
Kohn Sámuel kőnyomdász és Moskovitz Johanna (1856–1947) gyermekeként született zsidó családban. Tanulmányait a szegedi Ferenc József Tudományegyetemen végezte, ahol 1924-ben orvosi oklevelet szerzett, majd három évvel később jogot nyert a szakképesítésének megfelelő fogorvosi cím használatára is. A második világháború előtt fogorvosi magángyakorlatot folytatott, a tudományos munka nem volt számára elérhető. A háború után a Csengery utcai Rendelőintézetben kezdett dolgozni és ugyanott, 1949-ben – Kende Jánossal – megalapította az ország első szervezett orvos-továbbképzését. A protetikai tanrendelés vezetése lehetővé tette számára, hogy intézeti munkaköre mellett kutató munkát is végezhessen. Az 1951-ben létesített Központi Fogászati Rendelő- és Továbbképző Intézetben (későbbi nevén Központi Stomatologiai Intézet) folytatta és rendszeresen tartott protetikai előadásokat és gyakorlati demonstrációkat a továbbképzésen résztvevő fogorvosok számára. 1971-ig az újjászervezett fogbetegellátás vezető protetikusa volt. 1954-ben elnyerte az orvostudományok kandidátusa tudományos fokozatot. 1961-ben védte meg doktori disszertációját és 1963-ban a Budapesti Orvostudományi Egyetem Tanácsa címzetes egyetemi tanári kitüntető címmel ismerte el eredményes oktató munkáját. 1962-ben az Olasz Stomalógus Társaság tagjai közé választotta. 1968 őszén hat hetet Ausztráliában töltött.
Jelentős szerepe volt a fogorvos-továbbképzés megszervezésében, 1966-ig a Magyar Fogorvosok Egyesületének elnöki tisztségét is betöltötte. Lemondása után az egyesület tiszteletbeli elnökévé választották. Nemzetközi elismerésben részesült az általa ajánlott retenciós műfogsor és a részleges protézisek műanyagból készülő kapcsaiért. Közléseit az európai szakirodalom átvette. Kilenc szakkönyve német, olasz, román nyelven, illetve hazai és külföldi szaklapokban 60 közleménye jelent meg. 1972-ben a Fogpótlástan című tankönyvét a Medicina Könyvkiadó nívódíjjal jutalmazta. 1966 februárjában a Budai Izraelita Hitközség a választmányának dísztagjává választotta.
Házastársa Márer Anna (1899–1978) volt, Márer Ármin és Schultz Friderika lánya, akit 1925. január 4-én Szegeden vett nőül.
A Kozma utcai izraelita temetőben nyugszik (F-7-1).

## Főbb művei
- Elülső fogak biológikus és kozmetikus pótlása porcellán gyökerek alkalmazásával (Budapest, 1946)
- Új szempontok a teljes felső prothesisek készítésénél (Budapest, 1947)
- Felső ajak asymetria stomatológiailag korrigált esete (Budapest, 1947)
- Újabb szempontok a pelottás teljes alsó protézis készítésénél (Budapest, 1949)
- Szemfogak harmadosztályú kavitásában alkalmazott kettős inlay-rendszer (Budapest, 1949)
- Újabb ismeretek alkalmazása teljes alsó protézis készítésekor (Budapest, 1950)
- Anatomiai és funktionális szempontok a teljes felső protézis szerkesztésében (Budapest, 1950)
- A lemezes fogpótlás új irányelvei (Budapest, 1952)
- A retenciós protézis (Budapest, 1954)
- A foghiányok klinikuma és a lemezes fogpótlás (Budapest, 1959)
- Fogpótlástan (Budapest, 1971, 2. javított és bővített kiadás: Budapest, 1973)

## Díjai, elismerései
- Kossuth-díj (1950)
- Purkinje-emlékérem
- Platschik-érem (Padovai Egyetem, 1962)
- Szakszervezeti Munkáért arany fokozata (1969)[9]
- Munka Érdemrend arany fokozata (1970)
- Árkövy-emlékérem (1972)[10]